# Портвейн

Портвайн різних типів

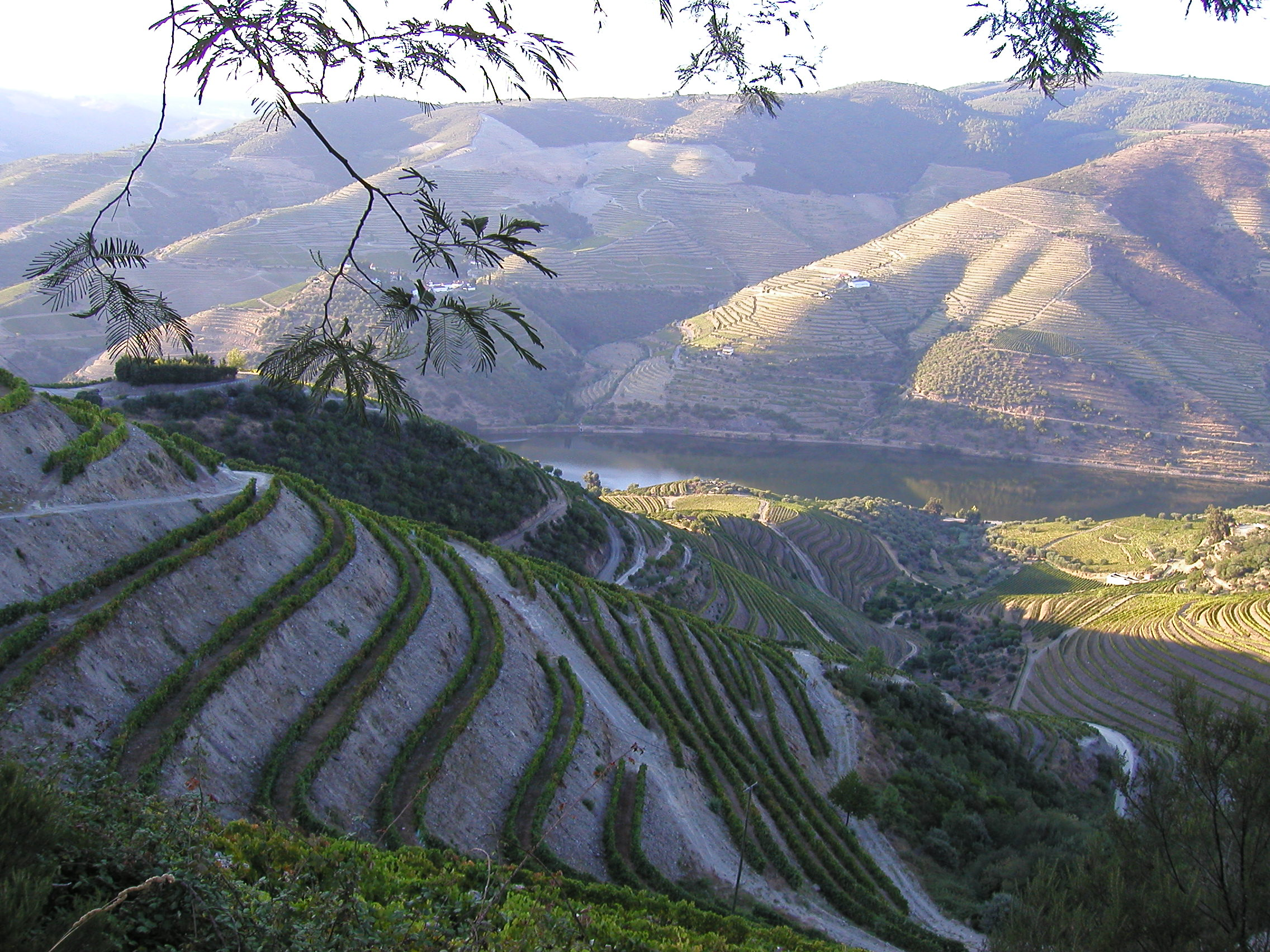
Пейзаж в долині Дору

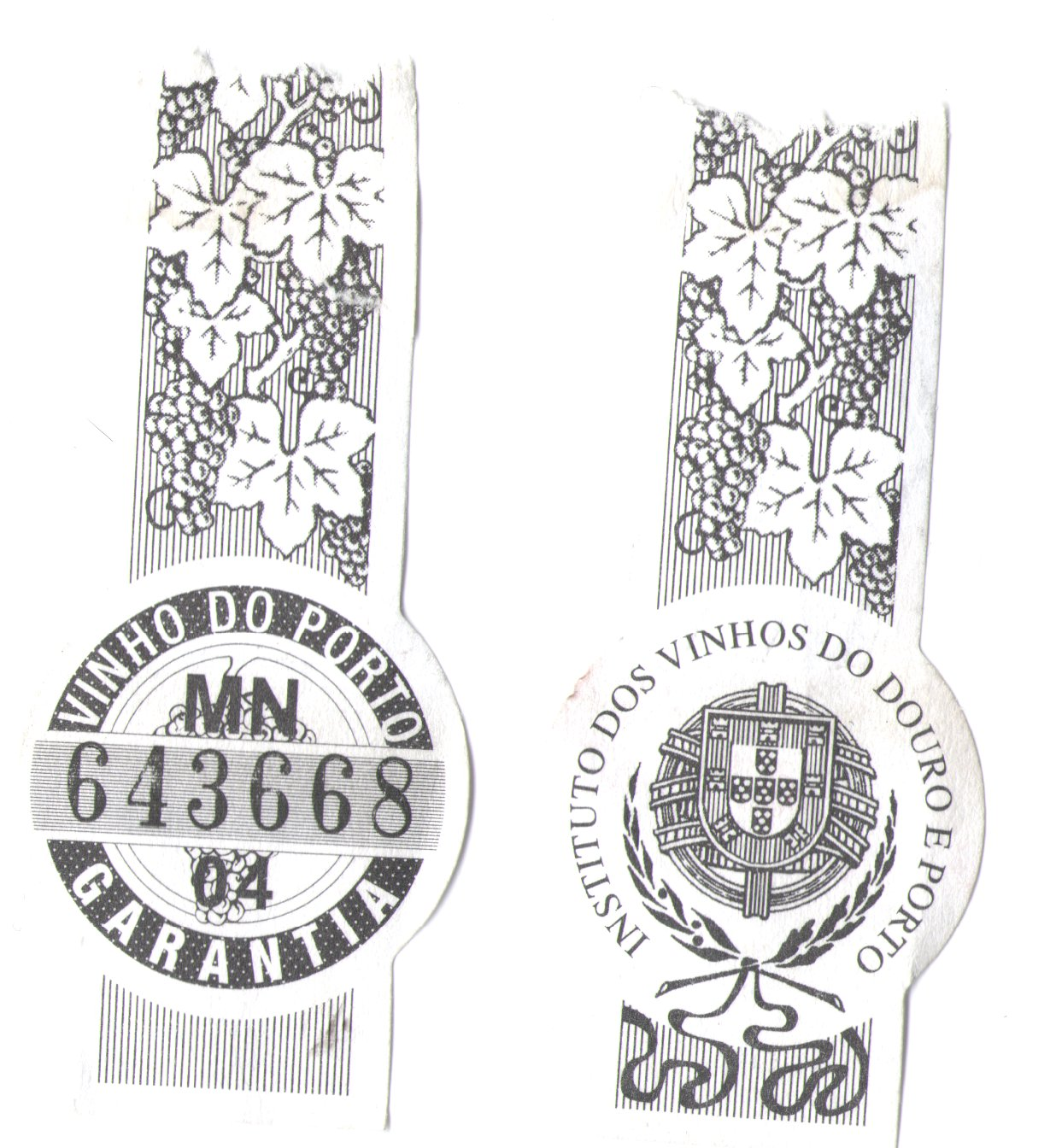
Гарантійна печатка Інституту вина Дору Порту на горлечку кожної пляшки справжнього портвайну

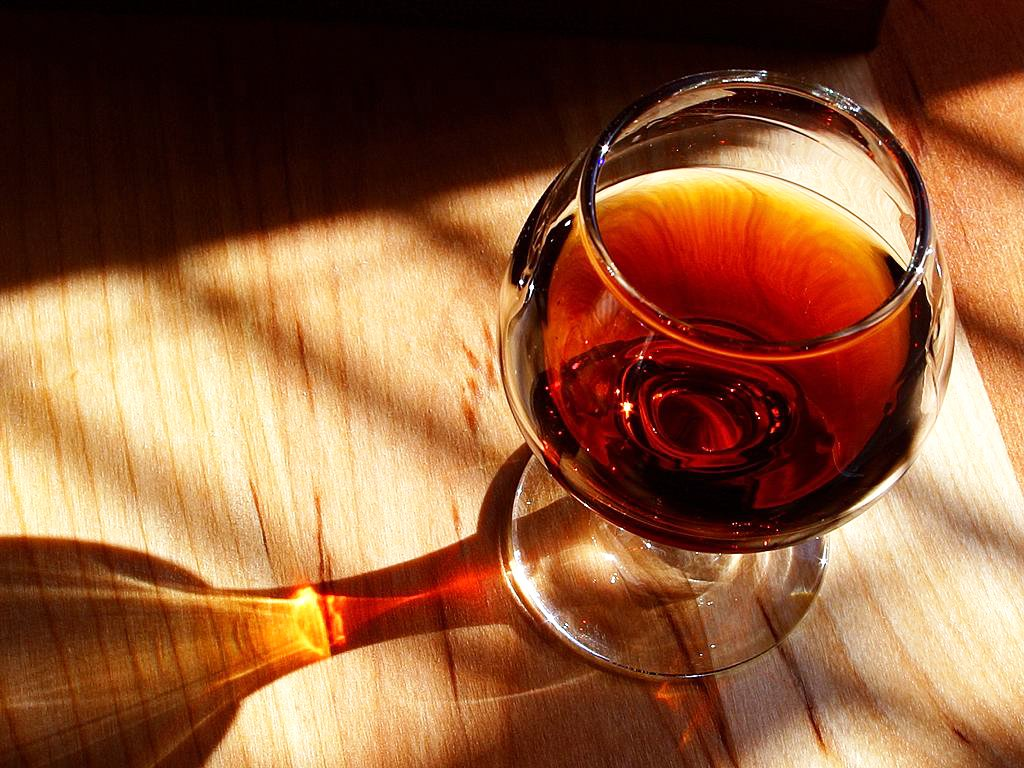
Келих витриманого портвайну

Портвейн (портвайн; від нім. Portwein, оригінальна назва порт. vinho do Porto — винью ду Порту — «вино з міста Порту») — португальське солодке кріплене вино, класу «лікерних» вин, найчастіше з темно-жовтих та червоних сортів, рідше з рожевого та білого сортів винограду. Портвайн як правило подається до столу як десертне; існують також сухі та напівсухі сорти портвейну. Вміст спирту — 17,5-21,0 %.
Справжній портвайн, згідно з міжнародним торговим та марковим правом походить тільки з чітко обмеженого регіону долини річки Дору в північній Португалії. Свою назву вино отримало від міста Порту, через яке історично проходив основний експорт цього вина морем в зовнішній світ. Основні погреби фірм-виробників портвайну знаходяться в передмісті Порту — на лівому березі Дору, яке має офіційний статус міста Віла-Нова-де-Гая.
Усі питання класифікації, сертифікації, регламентації, контролю та фундації портвайну цілком належать до компетенції португальського національного Інституту вина з Дору і Порту (порт. Instituto dos Vinhos do Douro e Porto; скор. IVDP).

## Історія
Найдавніші свідоцтва виноробства в долині Дору походять з бронзової доби. Археологами знайдене виноградне насіння та виноградні лози з того часу. Під час староримської колонізації, виноградарство було значно розширене. Письмові джерела VII-го і VIII-го століть, зокрема священні писання та Кодекс вестготів згадують вирощування винограду в цьому регіоні.
У XI-му столітті Генріх II Бургундський почав розводити нові сорти винограду у різних районах Португалії. У XIII-му столітті в долині Дору були закладені нові виноградники і вироблялось так зване Винью де Ламежо (Vinho де Lamego) — попередник портвайну. В 1373 році португальці підписали торгову угоду з Британією за якою вони одержали право ловити тріску біля британського узбережжя в обмін на постачання в Англію Виньйо де Ламежо.
Власне назва вина «Порто» вперше згадується в 1678 році у митних документах. У XVII столітті англійські купці, позбавлені, внаслідок нескінченних воєн з Францією, своїх постачань з Бордо, оцінили ароматні міцні португальські вина. Проте ці вина погано переносили перевезення морем та скисали, тому португальці почали «зміцнювати» їх спиртом ще під час ферментації винограду — так, власне і виник портвейн. І хоча перша згадка про цю технологію датована 1678 роком, існувала вона й раніше. Натомість в промислових масштабах використовувати її почали вже наприкінці XVII сторіччя.

## Особливості
У наш час для виробництва портвайну в долині Дору вирощується понад 80 сортів винограду. Портвайн одержується внаслідок неповного бродіння сусла чи мезги та пізнішого додавання спирту. Особливість виробництва портвейну полягає в тому, що на стадії ферментації молоде вино зміцнюється шляхом додавання бренді в пропорції 100 літрів бренді на 450 літрів вина. Пізніше, кріплене вино може вистоюватись до 40 років і більше.
Вина, виготовлені за технологією портвайну, випускають майже в усіх виноробних районах. Вина цього типу представлені широким списком назв. В їх ароматі відчутні характерні плодові тони, смак м'який, повний, гармонійний.

## Сорти портвайну

### За кольором
- White Port — білий портвайн
- Ruby Port — рубіновий (червоний)
- Tawny Port — темно-жовтий (рудувато-брунатний)
- Porto Rosé, Pink Port — рожевий портвайн

### За вмістом цукру
| португальською | англійською | українською   | °Baumé    | Вміст цукру (г/л) |
| -------------- | ----------- | ------------- | --------- | ----------------- |
| Extra Seco     | Extra Dry   | Екстра Сухий  | 0,0       | < 40              |
| Seco           | Dry         | Сухий         | 0,0 — 1,3 | 40 — 65           |
| Meio Seco      | Semi Dry    | Напівсухий    | 1,4 — 2,7 | 65 — 90           |
| Doce           | Sweet       | Солодкий      | 2,8 — 5,0 | 90 — 130          |
| Muito Doce     | Very Sweet  | Дуже Солодкий | > 5,0     | > 130             |

## Сорти винограду
У виноробному регіоні Дору зареєстровано більш ніж 80 сортів винограду, з яких виробляється портвайн. Найбільш відомі:
| Білі сорти    | Червоні сорти                      |
| ------------- | ---------------------------------- |
| Codega        | Бастардо                           |
| Donzelinho    | Moreto                             |
| Fernão Pires  | Mourisco Tinto                     |
| Folgazáo      | Periquita — Castelão               |
| Gouveio       | Tinta Amarela                      |
| Malvasia Fina | Tinta Barroca                      |
| Malvasia Rei  | Tinta da Barca                     |
| Rabigato      | Tinta Francisca                    |
| Síria         | Tinta Roriz                        |
| Viosinho      | Tinto Cão                          |
|               | Торига Насьйональ — Touriga Franca |
|               | Touriga Francesa                   |

## Класи портвайну
- Old / Aged Tawny  — «старий» портвайн (з обов'язковим вказанням року) — вино, яке зберігалось в малих дерев'яних бочках. Може бути 10-, 20-, 30- та 40-річного віку

- Colheita — (порт. «врожай»), мінімум 7 років витримки у бочці, вино може бути з різного винограду, але обов'язково одного року врожаю

- Vintage Port  — «марочний», є одним з найкращих класів портвайну. Для нього вибираються тільки найкращі вина. Після збереження в бочках, він розливається по пляшках і витримується протягом принаймні дванадцяти років

- Garrafeira  — зберігається від трьох до шести років в бочці, після розливу в пляшки він повинен дозріти протягом принаймні восьми років

- Late Bottled Vintage Port (LBV) — «марочний пізнього розливу» є також сумішшю різних сортів винограду одного року врожаю. Він зберігається і дозріває приблизно чотири-шість років у бочці

- Vintage Character Port / Crusted Port — цей портвайн являє собою суміш з «добрих» врожаїв різних років, але які трохи не досягають якості «справжніх вінтажних». Вино молодим (до старше 3 років) і як правило нефільтрованим, розливається з великого бака по пляшках, де ще дозріває протягом кількох років.
Цей тип портвайну досить популярний серед знавців, так як він за смаком наближається до вінтажного, але за ціною є значно дешевше.

- Reserva  — як правило портвайн високої якості (за аналогом з сортом «Fine»). Ця назва класу не регулюється Інститутом портвейну і її використання трохи відрізняється у одного виробника від іншого.

- Single Quinta  — в принципі це може бути кожен з вищевказаних класів, найчастіше стрічаються сорти Vintage, LBV або Colheita. Головним є те, що виноград мусить походити з одного виногосподарства (порт. Quinta — хутір) котре мусить бути ясно вказане на етикетці.

## Вживання та сервування
Білий сухий портвайн, особливо класів LBV і вище, можна подавати до столу охолодженим (також із шматочком лимону) як аперитив. Більшість інших сортів портвайну (особливо червоні сорти) п'ють на десерт, з сиром або найчастіше як дигестив.
- Витримані в пляшках сорти портвайну — Vintage, Garrafeira, Crusted — бажано після відкриття пляшки декантувати в карафі. Одноразовий контакт з повітрям позбавить букет напою деяких різких та неприємних присмаків. Але випити цей портвайн бажано протягом 24 годин/доби — інакше кисень повітря зіпсує смак вина.
- Навпаки, сорти портвайну, що визрівали в бочках — Tawny, LBV, Colheita — більш стійки проти впливу повітря і світла. Тому їх не треба декантувати, а раз відкривши пляшку і трохи з неї покуштувавши, потім ще багаторазово до неї повертатися.

## Келих для портвайну
Портвайн можна подавати до столу в лікерних чарках. Існують також спеціальні портвайні келихи, сучасні моделі котрих відрізняються від лікерних більш короткою ніжкою та трохи звуженим горлечком чаши. За об'ємом портвайні келихи більші ніж лікерні, але мають не перевищувати 220 мл. Існують історичні традиційні португальські келихи з важкого гранованого кольорового скла, які продаються у всіх посудних лавках батьківщини портвайну. Існують також сучасні стилізовані версії келихів різноманітного дизайну. Однак на практиці, навіть в ресторанах Португалії, портвайн дуже часто подають у посуд абсолютно невідповідної форми.
В 2001 році Інститут портвейну Португалії затвердив новий стандартний келих із кришталевого скла за дизайном архітектора Алвару Сіза Вієйра. Розміри (в мм.): загальна висота 167±1, висота ніжки 67-1, діаметр основи Ø 72±1, діаметр чаші Ø65±1, горлечка Ø46±1, об'єм 200 мл (20 cl.).
Німецька фірма 'Schott Zwiesel' випустила запатентований келих цього стандарту з кришталю типу 'Tritan', в який замість свинцю додається титан і цирконій, що підвищує міцність і блиск келихів. За формою чаші він нагадує тюльпан, а на гранованою з чотирьох сторін ніжці є виїмка під великий палець, що дозволяє зручно і комфортно тримати келих в руці.
Келихи спеціальної форми для портвайнів сортів vintage та tawny випускають такі відомі фірми, як Riedel (серія Vinum), Ravenscroft Crystal та деякі інші.

## Відомі марки та виробники
| - Adega - Andresen (з 1845) - Arnsby - Barao de Vilar - Barros - Borges Wines - Broadbent - Burmester (з 1750) - Cálem (з 1859) - Casa - Casal dos Jordoes (з 1870) - C. da Silva - Churchills - Cockburn - Croft (з 1588) - Cruz (з 1887) - Delaforce (з 1834) - Dourum - Dow (марка підприємства Silva & Cosens, 1798) | - Feist - Ferreira (з 1751) - Fonseca - Fonseca & van Zeller - Gilberts - Gould Campbell - Graham's - Gran Cruz - Hooper - Hutcheson & Feuerheerd - Kopke (з 1638) - Krohn - Martinez - Messias - Morgadio da Calcada - Niepoort (з 1842) - Noval - Offley (з 1737) - Osborne - Pintas | - Poeira - Porto Cruz - Porto Pocas - Porto Solene - Porto Souza - Quarles Harris - Quinta de la Rosa (з 1915) - Quinta do Crasto (з 1615) - Quinta do Noval (з 1715) - Taylor (Taylor, Fladgate & Yeatman) - Ramos Pinto - Real Companhia Velha — Royal Oporto - Romariz - Royal Oporto - Sandeman - Smith Woodhouse (з 1784) - Vista Alegre - Warre (з 1670) |

## Підробки та імітації
- В Радянському Союзі випускався дешевий сурогатний алкогольний напій під назвою «Портвейн 777». Через свої низькі споживчі якості він звався у народі «пойлом», «бормотухою» («бормотень») та «три сокири» (рос. «три топора» — три «сімки» на етикетці графічно нагадували сокири). У сучасній Росії досі вважається, що існують «португальський портвейн» та «російські портвейни», і навіть «марочні»[3][4]
- «Портвейни Масандри»: Генеральний директор виноробного комбінату «Масандра» Микола Бойко, який позиціонує себе як патріота Росії, вважає, що «червоний портвейн „Лівадія“ — це улюблений портвайн Миколи II»[5]